# Pimenta Trinidad Scorpion Butch T

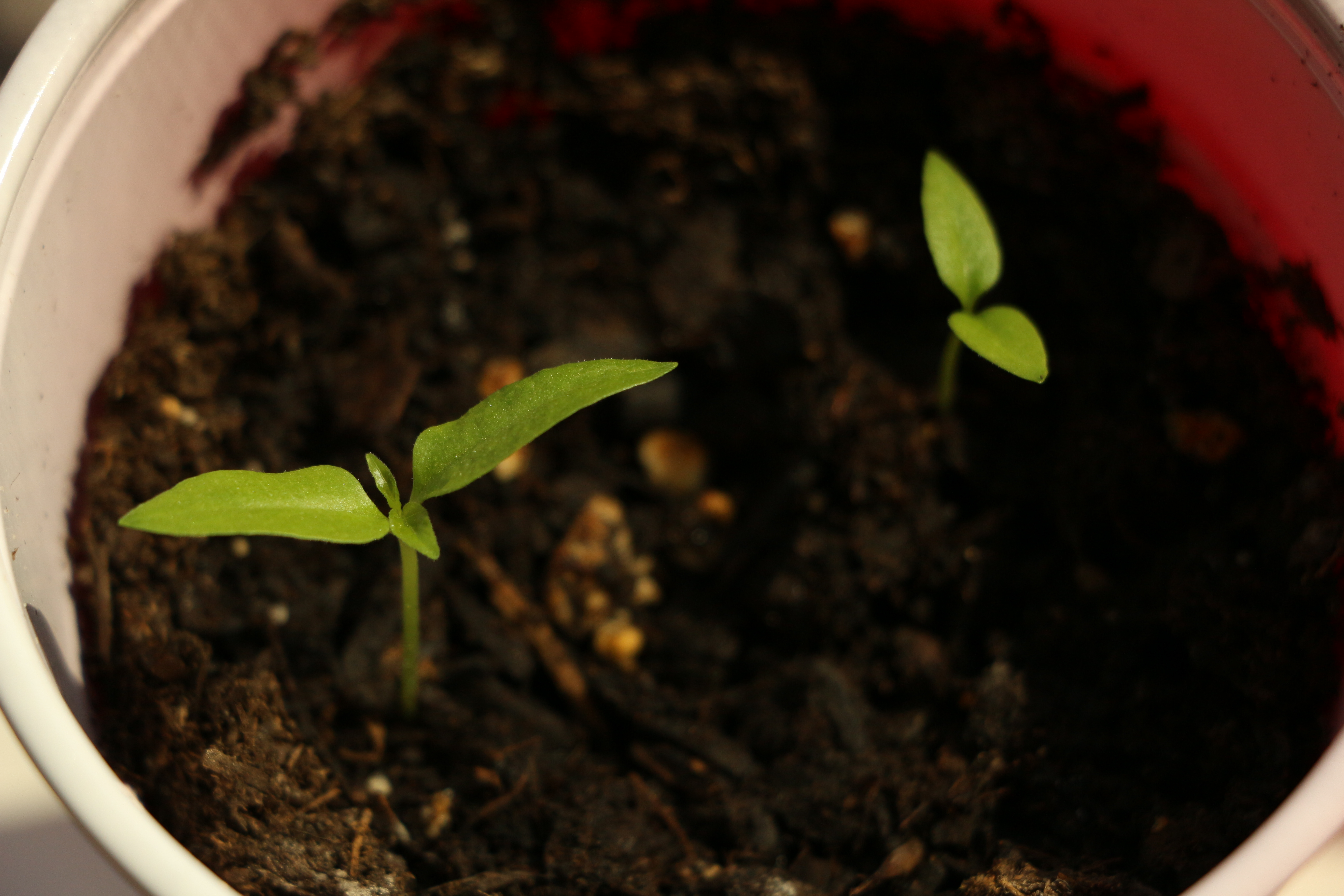
Brotos

A Trinidad Scorpion Butch T,  comummente conhecida em português como pimenta-escorpião, é um cultivar da Capsicum chinense que está entre as pimentas mais picantes do mundo. É uma pimenta originada de forma híbrida e, portanto, não é nativa de lugar nenhum. Porém, sua ascendência híbrida é derivada da pimenta Trinidad Moruga Scorpion, de Trinidad e Tobago. Foi assim nomeada por Neil Smith da The Hippy Seed Company, depois que ele obteve as sementes de Butch Taylor (proprietário da Zydeco Farms em Woodville/Crosby, Mississippi, e uma empresa de molho picante), responsável pela propagação da pimenta. sementes. 
As pimentas-escorpião possuem este nome por causa da ponta pontiaguda do fruto da pimenta, a qual se assemelha ao aguilhão de um escorpião.

## Recorde mundial
A Trinidad Scorpion Butch T foi por três anos, classificada como a pimenta mais picante do mundo, de acordo com o Guinness World Records . Um teste de laboratório realizado em março de 2011 mediu uma amostra em 1.463.700 unidades de calor Scoville, o que a tornou oficialmente a pimenta mais picante do mundo na época. Segundo um cultivador da pimenta, um possível segredo da picância da pimenta é fertilizar o solo com o escoamento líquido de uma minhocária. Em agosto de 2017, o Guinness World Records reconheceu a Carolina Reaper como a pimenta mais picante do mundo, com 1.641.183 UCS. 